# Adelosina
Adelosina es un género de foraminífero bentónico de la familia Spiroloculinidae, de la superfamilia Milioloidea, del suborden Miliolina y del orden Miliolida. Su especie tipo es Adelosina laevigata. Su rango cronoestratigráfico abarca desde el Mioceno hasta la Actualidad.

## Discusión
Clasificaciones más recientes han incluido Adelosina en la subfamilia Cribrolinoidinae de la familia Quinqueloculinidae.

## Clasificación
Se han descrito numerosas especies de Adelosina. Entre las especies más interesantes o más conocidas destacan:
- Adelosina laevigata

Un listado completo de las especies descritas en el género Adelosina puede verse en el siguiente anexo.